# 巴里嘉祿·沃伊蒂瓦機場
巴里卡羅爾·沃伊蒂瓦機場（義大利語：Aeroporto di Bari-Karol Wojtyła）是為意大利巴里市提供服務的機場。距市中心西北約8 km（5.0 mi）。該機場以教皇約翰·保羅二世的名字命名。該機場在2015年接待了3,958,815名乘客。

## 歷史

### 早年
巴里機場最初於1930年代建造的一個軍用飛機場。在第二次世界大戰期間，它在1943年9月下旬被英國第八軍佔領，並變成了盟軍的飛機場。直到1945年5月戰爭結束，皇家空軍和美國陸軍空軍 第十二和第十五空軍都使用了它。既可以作為作戰飛機場，也可以作為指揮和控制基地。此外，意大利聯合空軍或南方空軍也使用了飛機場。戰爭結束後，它移交給了意大利共和國的戰後空軍。
在1960年代，它開放了民用航班，義大利航空安排了飛往羅馬，威尼斯的定期航班。後來，這些航線使用一架福克F27飛機接管。當新的麥道DC-9投入使用時，有必要創建一條新的跑道，而軍用綜合體仍被用作客運大樓。
1981年，新建築竣工，原本打算用作貨運站，但實際上它已成為機場的新客運站。

### 自1990年代以來的發展
1990年，隨著1990年國際足總世界盃，跑道得到了擴展，航站樓也進行了升級，並在2000年進行了進一步的翻新。但是，交通的增長表明機場的基礎設施有限，2002年的奠基石新客運大樓的佈局。同時，飛行基礎設施（飛機停放區，跑道等）也得到了升級。 2005年，新航站樓建成並向乘客開放。
2005年，開始了新的控制塔的建設工程，並於次年完成。 2006年，開始了跑道的進一步擴建，2007年，開始了客運航站樓擴建計劃。在2005–2006年，他們進行了升級，新的客運大樓配備了4個噴射橋和一個多層停車場。

## 地面運輸

### 路
可以通過巴里環路和A14高速公路到達機場。

### 鐵路
巴里大城市鐵路服務將機場與市中心的巴里火車站連接起來。

### 公交車
AMTAB巴士提供從市中心到16號線的前往機場的公共交通。
Pugliairbus是季節性的巴士運輸服務，提供與布林迪西和福賈機場的互連服務。 Pugliairbus也到達旅遊地點。

## 事故和事件
- 2005年8月6日，突尼西亞國際航空1153號班機空難在從巴里飛往傑爾巴，突尼斯的途中。機上三十九人中有十六人死亡。事故是由於發動機燃料不足造成的。在維護過程中，燃油量指示器（FQI）使用ATR 42而不是ATR 72的FQI進行了更改。

## 另請參閱
- 意大利的機場列表

## 外部鏈接
- 官方网站